# Johann Kollowrat
Johann Karl Kollowrat-Krakowsky (n. 1748 - d. 1816) a fost un conte care a comandat mari forțe austriece în mai multe bătălii notabile din timpul războaielor revoluționare franceze și al războaielor napoleoniene.
1. 1 2 3  Kolowrat-Krakowsky, Johann Nepomuk Karl Graf (BLKÖ)[*] Verificați valoarea |titlelink= (ajutor)
2. 1 2 3 4  Czech National Authority Database, accesat în 23 noiembrie 2019